# Kup Hrvatske u odbojci za muškarce 2010.
Kup Hrvatske u odbojci za muškarce za 2010. godinu je osvojila Mladost Marina Kaštela iz Kaštel Lukšića. 

Kup je igran u jesenskom dijelu sezone 2010./11.

## Rezultati

### 1. kolo
Prvi susreti su igrani 2. i 3. listopada, a uzvrati 5. i 6. listopada 2010. godine.
| klub1                               | klub2              | 1. ut | 2. ut | napomene |
| ----------------------------------- | ------------------ | ----- | ----- | -------- |
| Opatija                             | Mladost Zagreb     | 0:3   | 0:3   |          |
| Šibenik                             | Varaždin           | 1:3   | 1:3   |          |
| Daruvar                             | Karlovac           | 1:3   | 3:0   |          |
| Split                               | Rijeka             | 1:3   | 3:0   |          |
| Gornja Vežica (Rijeka)              | Sisak              | 1:3   | 3:2   |          |
| Mursa PAN Papirna Industrija Osijek | Zagreb             | 3:0   | 3:0   |          |
| Velika Gorica                       | Centrometal Črečan | 0:3   | 0:3   |          |

### Četvrtzavršnica
Prvi susreti su igrani 9. i 10. studenog, a uzvrati 16. i 17. studenog 2010. godine.
| klub1                               | klub2                                  | 1. ut | 2. ut | napomene |
| ----------------------------------- | -------------------------------------- | ----- | ----- | -------- |
| Splt                                | Mladost Zagreb                         | 3:2   | 0:3   |          |
| Centrometal Črečan                  | Mladost Marina Kaštela (Kaštel Lukšić) | 0:3   | 0:3   |          |
| Sisak                               | Varaždin                               | 3:1   | 2:3   |          |
| Mursa PAN Papirna Industrija Osijek | Daruvar                                | 3:2   | 3:1   |          |

### Završni turnir
Igrano 18. i 19. prosinca 2010. u Kaštel Starome u Gradskoj dvorani Kaštela.
| klub1                                  | rez.          | klub2                                  |
| poluzavršnica                          | poluzavršnica | poluzavršnica                          |
| -------------------------------------- | ------------- | -------------------------------------- |
| Mladost Zagreb                         | 3:1           | Mursa PAN Papirna Industrija Osijek    |
| Mladost Marina Kaštela (Kaštel Lukšić) | 3:0           | Sisak                                  |
|                                        |               |                                        |
| za 3. mjesto                           |               |                                        |
| Mursa PAN Papirna Industrija Osijek    | 0:3           | Sisak                                  |
|                                        |               |                                        |
| za pobjednika                          |               |                                        |
| Mladost Zagreb                         | 2:3           | Mladost Marina Kaštela (Kaštel Lukšić) |

## Poveznice
- Kup Hrvatske u odbojci za muškarce
- Superliga 2010./11.
- 1. liga 2010./11.
- 2. liga 2010./11.
- Kup za žene 2010.